# Hexaplex princeps
Hexaplex princeps is een slakkensoort uit de familie van de Muricidae of purperslakken. De wetenschappelijke naam van de soort is voor het eerst geldig gepubliceerd in 1833 door William Broderip. De Hexaplex princeps komt voor in mariene gebieden en wordt geclassificeerd als een roofdier.